# Heinrich von Herzogenberg
Leopold Heinrich Picot de Peccaduc, Freiherr von Herzogenberg (ur. 10 kwietnia 1843 w Grazu, zm. 9 października 1900 w Wiesbaden) – austriacki kompozytor, baron.

## Życiorys
Pochodził z francuskiej rodziny szlacheckiej, był synem urzędnika na dworze cesarskim w Wiedniu. Otrzymał wszechstronne wykształcenie, uczył się w kolegium jezuickim w Feldkirch, gimnazjach w Monachium, Dreźnie i Grazu, następnie odbył studia prawnicze i filozoficzne w Wiedniu. W latach 1862–1864 uczył się w Konserwatorium Wiedeńskim u Felixa Otto Dessoffa. Przyjaźnił się z Johannesem Brahmsem i w 1868 roku ożenił się z jego znajomą, pianistką Elisabeth von Stockhausen (1847–1892). W 1872 roku wyjechał do Lipska, gdzie w 1874 roku wspólnie z Philippem Spittą, Franzem von Holsteinem i Alfredem Volklandem założył Bachverein, którego w latach 1875–1885 był przewodniczącym. W 1885 roku jako następca Friedricha Kiela został wykładowcą kompozycji w Hochschule für Musik w Berlinie. Od 1889 roku prowadził także mistrzowskie kursy kompozycji. Z powodu pogarszającego się stanu zdrowia stopniowo ograniczał swoje obowiązki pedagogiczne i w 1900 roku ostatecznie przeszedł na emeryturę.

## Twórczość
W swojej muzyce łączył różnorodne prądy artystyczne. W kompozycjach orkiestrowych nawiązywał do Schumanna i Wagnera, w formach kameralnych, pieśniach i utworach fortepianowych natomiast widoczny jest wpływ twórczości Brahmsa. Po śmierci żony w 1892 roku poświęcił się głównie tworzeniu muzyki religijnej, wzorując się na tym polu na dawnych mistrzach takich jak Johann Sebastian Bach i Heinrich Schütz.

## Wybrane kompozycje
(na podstawie materiałów źródłowych)

### Utwory orkiestrowe
- 3 symfonie (I Odysseus 1876, II 1885, III 1890)
- Koncert na flet, obój, klarnet, 2 fagoty, 2 rogi i orkiestrę smyczkową (1879)

### Utwory kameralne
- Kwintet fortepianowy C-dur (1876)
- Kwintet na fortepian, obój, klarnet, róg i fagot (1888)
- Kwintet na 2 skrzypiec, 2 altówki i wiolonczelę (1892)
- 2 kwartety fortepianowe (1892, 1897)
- 5 kwartetów smyczkowych (1876, 1884, 1884, 1884, 1890)
- 2 tria fortepianowe (1877, 1884)
- Trio na fortepian, obój i róg (1889)
- 2 tria smyczkowe (1879)
- 3 sonaty na wiolonczelę (1886, 1890, 1897)
- Legenden na altówkę lub wiolonczelę i fortepian (1890)

### Utwory wokalno-instrumentalne
- kantata Columbus na solistów, głosy męskie i orkiestrę (ok. 1870)
- Deutsches Liederspiel na głosy solowe, chór i fortepian na 4 ręce (ok. 1870)
- 4 Notturnos na chór i fortepian (1876)
- Oda Der Stern des Lieds na chór i orkiestrę (1887)
- Die Weihe der Nacht na alt, chór i orkiestrę (1887)
- Nannas Klage na sopran, alt, chór i orkiestrę (1888)
- Requiem na chór i orkiestrę (1891)
- kantata Totenfeier na solistów, chór i orkiestrę (1894)
- Msza na solistów, chór i orkiestrę (1895)
- oratorium Die Geburt Christi na solistów, chór, chór dziecięcy, obój, fisharmonię, organy i smyczki (1895)
- oratorium Die Passion na solistów, chór, fisharmonię, organy i smyczki (1896)
- oratorium Erntefeier na solistów, chór, organy i orkiestrę (1899)
- kantata Gott ist gegenwärtig na chór i orkiestrę (1901)
- 2 biblische Szenen: Der Seesturm na baryton, chór, organy i smyczki (1903) i Das kananäische Weib na sopran, baryton, chór męski i organy (1903)